# Parc national de Taroko
Le parc national de Taroko (en chinois : 太魯閣國家公園) est un parc national situé à Taïwan.

Carte du parc.

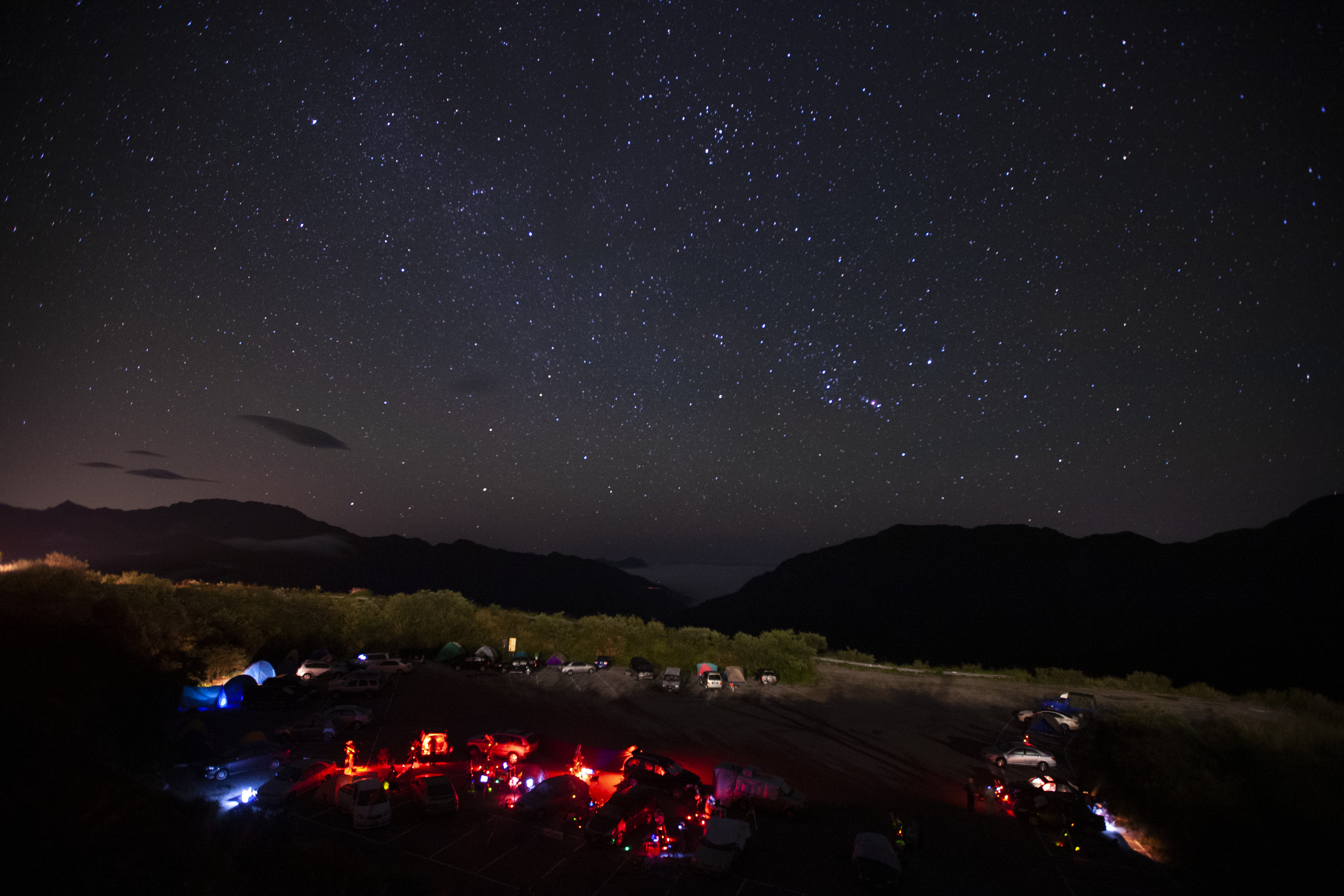
Nuit étoilée dans le parc. Septembre 2009.